# Gramática histórica de la lengua italiana y de sus dialectos
La Gramática histórica de la lengua italiana y de sus dialectos fue escrita por el filólogo alemán Gerhard Rohlfs. 
Publicada con el título original en alemán, comprende tres volúmenes: morfología, sintaxis y formación de las palabras y fonética. Se publicó entre 1949 y 1954; la versión italiana fue editada por Einaudi entre 1966 y 1969.